# Shrek
Shrek este un film de animație din 2001 produs de DreamWorks Animation și distribuit de DreamWorks Pictures. Este bazat după povestirea ilustrată cu același nume, scrisă de americanul William Steig în 1990.
Premiera românească a filmului a avut loc în 17 august 2001 în varianta subtitrată, fiind distribuit de Ro Image 2000 și 
Euro Entertainment Enterprises.

## Sinopsis
"Shrek" este povestea unui căpcăun modern, care sparge toate barierele personajului de basm clasic pe care îl reprezintă, cum de altfel o fac toate personajele. Capcăunul verde locuiește singur și fericit într-o mlaștină. Într-o bună zi, în timp ce agăța în pădurea din preajma mlaștinii sale placate care să țină eventualii curioși departe de cuibușorul său, Shrek este deranjat de un măgăruș aflat pe fugă. Acesta scăpase câteva clipe mai devreme din mâinile oamenilor lui Farquaad, care, la vederea căpcăunului, dau bir cu fugiții. Drept recunostință și mai ales de frica soldaților și respectiv a țărăncii care vroise să îl vândă, Măgărușul se ține scai de noul protector, spre disperarea singuraticului și tăcutului Shrek. În seara aceleiași zile, Shrek se trezește invadat de sute de alte creaturi de basm, toate căutând refugiul în mlaștina căpcăunului. Pentru a-și recăpăta liniștea cât mai repede, Shrek pornește, însoțit de Măgăruș, în căutarea lordului Farquaad, pentru a-i cere acestuia să îl scape de musafirii nepoftiți.
Ajuns la castelul lui Farquaad, Shrek este nevoit să accepte un troc dubios: lordul promite să îi curețe mlaștina de creaturi dacă Shrek îi aduce mireasa mult-visată, – Fiona - o prea-frumoasă prințesă închisă într-un turn și păzită de un dragon fioros. Odată ajuns la castel, Shrek reușește, după o serie de aventuri și însoțit de Măgăruș, să o sustragă pe Fiona fără a-l omorî însă pe dragon. Dragonul se dovedește a fi o femelă-dragon, ce rămâne singură și nealinată, îndrăgostită de Măgăruș. Pe drum spre castelul lui Farquaad, Shrek se îndrăgostește de Fiona, cu care are foarte multe lucruri în comun. Fiona, la început dezamăgită că a fost salvată de un banal căpcăun și nu de prințul pe care îl visase, se îndrăgostește de Shrek. Lucru care pare ușor de înțeles din momentul în care ne dăm seama că Fiona a fost blestemată să se transforme, în fiecare zi, odată cu apusul soarelui, într-o femelă-căpcăun. Această vraja poate fi ruptă doar de primul sărut al dragostei curate. Shrek, deși îndrăgostit de Fiona și îngrozit de gândul că aceasta se va căsători cu Farquaad, nu are curaj să-și mărturisească sentimentele; tocmai când își luase inima în dinți și se hotărâse să o facă, Shrek ascultă din întâmplare un fragment din conversația Măgărușului cu Fiona și înțelege greșit cuvintele Fionei. Se decide să îi aducă mirele, pentru a încheia povestea. Măgărușul, cunoscând adevărul, încearcă să îl oprească, dar căpcăunul nu e de clintit. Se retrage morocănos în mlaștina sa, alungându-l pe Măgăruș, pe care îl consideră trădător.
Măgărușul însă nu se dă bătut și se întoarce la prietenul său verzui, explicându-i parte din sensul cuvintelor Fionei și asigurându-l de dragostea acesteia. Shrek și Măgărușul o pornesc pe spinarea dragonului spre castelui lui Farquaad și reușesc să întrerupă ceremonia căsătoriei. Dragonul îl inghite pe Farquaad iar Shrek îi mărturisește Fionei dragostea; o săruta și rupe vraja, dar, spre mirarea Fionei, ea rămine căpcăun. Cei doi se întorc în mlaștina lui Shrek unde, după căsătorie, se organizează o seară de karaoke, la care participă creaturile de basm de la începutul filmului.

## Productie
Filmul de animație are la bază istoria  lui Steig dar se depărtează de firul narativ al acesteia. Regizorul Andrew Adamson a ales pentru personajele sale nume importante ale ecranului american: Universal Pictures este vocea căpcăunului verde, Sony Pictures Entertainment este vocea Prințesei Fiona, iar Sony Music Entertainment este vocea Măgărușului băgăreț și vorbăreț care îl însoțește pe Shrek.
Inițial, pentru rolul lui Shrek fusese ales actorul Chris Farley, dar acesta a decedat înainte ca proiectul să poată fi finalizat. După ce a terminat înregistrările pentru Shrek, Mike Myers a cerut permisiunea regizorului să înregistreze încă o dată replicile sale, de data aceasta folosind un accent scoțian care îi amintea de bunica sa și de serile din copilărie în care aceasta obișnuia să îi citească povești. Ideea s-a dovedit deosebit de inspirată, astăzi nimeni neputându-și-l imagina pe Shrek fără accentul său scoțian.
Filmul a fost nominalizat și a obținut premiul Oscar, fiind primul film de animație nominalizat la Oscar, categoria respectivă neexistând până în 2001.
După succesul repurtat cu Shrek, Studiourile DreamWorks au devenit un concurent serios al studiourilor Disney, revenind mereu cu filme de animație de un succes. Shrek a devenit mascota studiourilor.

## Distribuție
- Shrek - Mike Myers
- Prințesa Fiona - Cameron Diaz
- Măgăruș (Donkey) - Eddie Murphy
- Lord Farquaad - John Lithgow
- Oglinda magică/Geppetto - Chris Miller
- Căpitanul gărzii - Jim Cummings
- Pinocchio/Cei trei purceluși - Cody Cameron
- Peter Pan - Michael Galasso
- Monsieur Hood- Vincent Cassel
- Emilian- Dnul Hood (voce română)
- Marius Urzică- Shrek (voce română)
- Mihai Bisericanu - Măgăruș (voce română)